# Бутов, Михаил Владимирович
Михаи́л Влади́мирович Бу́тов (2 августа 1964, Москва) — российский писатель, прозаик и литературовед, критик. Лауреат российской букеровской премии 1999 года. Заместитель главного редактора журнала «Новый мир».

## Биография и творчество
Родился в Москве. Учился в школе № 701 (ныне 1293) и, в 1979—1981 гг., — в школе № 47 (1521), Москва. Окончил Московский электротехнический институт связи. Начал печататься в 1992 году в журнале «Новый мир». Также печатался в журналах «Знамя», «Дружба народов», «Октябрь».
С 1994 г. работает в журнале «Новый мир» редактором отдела прозы, ответственным секретарём, заместителем главного редактора, с 1998 г. — ответственный секретарь журнала.
Произведения Михаила Бутова переводились на английский, французский, немецкий, словенский, китайский, корейский языки.

### Личная жизнь
Живёт в Москве. Жена Вера, сын Никита.

### Краткая хронология
- Первые публикации рассказов в 1992 году в журнале «Новый мир» («К изваянию Пана, играющего на свирели» // Новый мир. 1992, № 8.).
- Первая книга, «К изваянию Пана», была выпущена в 1994 году.
- В 1997 в берлинском издательстве «Irmtraud Karl Verlag» вышла повесть «Идентификация» (в переводе на немецкий язык)[2].
- ведущий программы «Джазовый лексикон» на радио «Христианский церковно-общественный канал»[3].
- Создатель антологии джазовой поэзии[4]. Председатель совета экспертов литературной премии «Большая книга»[5].
- Лауреат Букеровской премии 1999 года за роман «Свобода»[6].
- Лауреат премий журнала «Новый мир» за лучшие материалы 1999 года и 2003 года.
- Стипендия фонда А. Тепфера (1999)[7].
- Лауреат премии Правительства Российской Федерации 2015 года в области средств массовой информации (17 декабря 2015 года) — за большой вклад в развитие отечественной литературы, широкую просветительскую деятельность и поддержку современных авторов[8].

### Список публикаций
- «Известь». Рассказ. «Новый Мир», № 1 за 1994 г.
- «Владимир Губайловский. История болезни». Стихи. «Новый Мир», № 2 за 1995 г.
- «Астрономия насекомых». Рассказ. «Новый Мир», № 4 за 1995 г.
- В. Д. Конен. «Третий пласт. Новые массовые жанры в музыке XX века». «Новый Мир», № 8 за 1995 г.
- «Химическая свадьба маятника и розы». «Новый Мир», № 12 за 1995 г.
- «Читающий писатель». «Знамя», № 1 за 1996 г.
- «Памяти черепахи». «Новый Мир», № 5 за 1996 г.
- «Вселенная подтолкнула меня локтем в бок!». «Новый Мир», № 5 за 1998 г.
- «Свобода». Роман. «Новый Мир», № 1 за 1999 г.
- «Выражается сильно российский народ!», «Новый Мир»[9], № 2 за 1999 г. Отвечают:

- Людмила Улицкая,
- Галина Щербакова,

- Михаил Бутов,
- Елена Невзглядова,
- Валентин Непомнящий,
- Валерий Белякович,
- Вера Павлова.

- «Свобода». Роман. Окончание «Новый Мир», № 2 за 1999 г.
- «У кого суп жидкий, у кого жемчуг мелкий, или „Самый настоящий роман“». «Новый Мир», № 6 за 1999 г.
- «О прозе реальной и виртуальной». «Дружба Народов», № 11 за 1999 г. Подготовка к публикации Н. Игруновой[10]. В «круглом столе» участвуют:

- Н. Александров,
- А. Архангельский,
- В. Березин,

- М. Бутов,
- А. Гаврилов,
- А. Гостева,
- А. Дмитриев,
- А. Немзер,
- А. Слаповский.

- «Отчуждение славой». «Новый Мир», № 2 за 2000 г.
- «И громко играет любимый состав». «Новый Мир», № 1 за 2001 г.
- Литературная премия имени Юрия Казакова. «Новый Мир», № 8 за 2001 г.
- Литературная премия имени Юрия Казакова. «Новый Мир», № 10 за 2001 г.
- Литературная премия имени Юрия Казакова. «Новый Мир», № 1 за 2002 г.
- «В карьере». Рассказ. «Новый Мир», № 7 за 2002 г.
- «Вечные льды». «Новый Мир», № 7 за 2003 г.
- «CD-обозрение Михаила Бутова». «Новый Мир», № 12 за 2003 г.
- «Книжная полка Михаила Бутова». «Новый Мир», № 2 за 2005 г.
- «Судьба барабанщика». «Новый Мир», № 4 за 2005 г.
- «Цена». Рассказ. «Знамя», № 7 за 2005 г.
- «Мобильник». Повесть. «Новый Мир», № 8 за 2006 г.
- «Анархисты». «Новый Мир», № 3 за 2007 г.
- «Всё, что называется биографией». «Новый Мир», № 12 за 2007 г.
- «Записи». «Новый Мир», № 8 за 2009 г.

### Беседы, интервью
- «Люди столько не живут, сколько я хочу рассказать». С Галиной Щербаковой беседует Михаил Бутов, «Новый Мир», № 1 за 1999 г.
- «„Ковчег жизни“ на стапелях эволюции». С биологом Вадимом Репиным беседует Михаил Бутов. «Новый Мир», № 12 за 2000 г.

### Книги
- «К изваянию Пана», М.: «Книжный сад», 1994, 240 c. , портр.
- «Свобода», С-Пб., 1999

## В массовой культуре
Коллега Михаила Владимировича, Владимир Березин, вписал его в свой роман «Путевые знаки» «Вселенной Метро 2033», в котором Бутов появляется в роли камео — начальника станции метро «Сокол». В дальнейшем, Бутов также появлялся в другом романе «Вселенной»: «Станции-призрак» Анны Калинкиной.

## Награды и премии
- 1999 — Русский Букер
- 2015 —  Премия Правительства Российской Федерации в области средств массовой информации.